# Cooper Koch
Cooper Joseph Koch (nascido em 16 de julho de 1996) é um ator americano, mais conhecido por sua interpretação de Erik Menéndez na série de drama policial Monsters: The Lyle and Erik Menendez Story (2024), que lhe rendeu uma indicação ao Globo de Ouro e ao Emmy. Ele também estrelou o filme de terror They/Them e o filme de terror corporal Swallowed (ambos de 2022).

## Início da vida e educação
Cooper Koch nasceu em 16 de julho de 1996, em Woodland Hills, Los Angeles. Seu pai, Billy Koch, é o fundador e sócio-gerente do clube de corrida de cavalos Little Red Feather Racing e trabalhou anteriormente na indústria cinematográfica no departamento de efeitos visuais. Sua mãe, Kathy Kaehler, é uma treinadora pessoal e autora de celebridades. Seu avô é o produtor de cinema Hawk Koch, e seu bisavô foi o produtor e diretor de cinema Howard W. Koch. Ele tem um irmão gêmeo, Payton Koch, que trabalha como editor de cinema, e um segundo irmão chamado Walker, que é músico.
Koch estudou na Calabasas High School, onde participou de teatro e trabalhou em várias adaptações para o palco, como West Side Story e A Midsummer Night's Dream. Em maio de 2018, ele obteve o título de Bacharel em Belas Artes em Atuação pela Universidade Pace.

## Carreira
Koch fez sua estreia na tela com um papel secundário no filme Fracture de 2007, produzido por seu avô, Hawk Koch. Em 2010, ele apareceu no videoclipe de "Ordinary Girl" de Miley Cyrus (interpretando sua personagem, Hannah Montana).
De 2017 a 2021, Koch apareceu principalmente em curtas-metragens. Ele teve um papel especial no episódio "Forty Candles" da série de comédia West 40s (2018), e filmou um episódio piloto para a série dramática cancelada de 2019 do Hulu, Less Than Zero. Mais tarde, ele apareceu em A New York Christmas Wedding (2020), interpretando Azrael Gabison, um anjo da guarda que mostra a uma mulher uma versão alternativa de sua vida. Ele também apareceu em dois episódios da série de drama policial Power Book II: Ghost.
Em 2022, Koch estrelou o filme de terror corporal de Carter Smith, Swallowed. Ele interpretou Benjamin, um aspirante a ator pornográfico gay que é forçado a contrabandear drogas engolindo-as. No mesmo ano, ele apareceu no filme de terror da Blumhouse Productions They/Them, interpretando Stu, um atleta gay enrustido que frequenta um acampamento de terapia de conversão LGBTQ.
Koch ganhou reconhecimento por sua interpretação do assassino condenado Erik Menendez em Monsters: The Lyle and Erik Menendez Story (2024), a segunda temporada da série de antologia policial Monster da Netflix. Sua atuação recebeu aclamação da crítica, principalmente no quinto episódio, "The Hurt Man", que é uma tomada de 30 minutos de Erik detalhando o abuso sexual que sofreu de seu pai. Os críticos destacaram sua interpretação como uma das atuações de destaque da temporada. Erik Menendez também elogiou a atuação de Koch. Isso lhe rendeu uma indicação ao Globo de Ouro de melhor ator em minissérie ou telefilme. Koch revelou mais tarde que fez o primeiro teste para o papel de Menendez na série limitada da NBC Law & Order True Crime: The Menendez Murders e no telefilme da Lifetime Menendez: Blood Brothers (ambos de 2017).
Em outubro de 2024, Koch assinou com a United Talent Agency para representação. Além de atuar, ele também foi modelo para várias marcas de moda, incluindo Gap, Skechers e Patagonia. Ele foi anteriormente contratado pela Wilhelmina Models.

## Vida pessoal
Koch é abertamente gay e revelou que teve dificuldades para conseguir papéis devido à sua sexualidade e à sua "voz gay". Ele está atualmente em um relacionamento com o diretor de cinema Stuart McClave.

## Filmografia

### Cinema
| Ano  | Título        | Papel           | Notas          |
| ---- | ------------- | --------------- | -------------- |
| 2007 | Fracture      | Criança         |                |
| 2017 | Mine          | Cody            | Curta-metragem |
| 2018 | Me Da La Lata | Andreas Lousche | Curta-metragem |
| 2018 | The Latent    | Matthew         | Curta-metragem |
| 2018 | Decadeless    | Richard         | Curta-metragem |
| 2019 | Daddy         | Bellhop         | Curta-metragem |
| 2021 | 4 Floors Up   | O Estranho      | Curta-metragem |
| 2022 | Swallowed     | Benjamin        |                |
| 2022 | They/Them     | Stu             |                |

### Televisão
| Ano  | Título                                     | Papel          | Notas                     |
| ---- | ------------------------------------------ | -------------- | ------------------------- |
| 2018 | West 40s                                   | Menino no Trem | Episódio: "Forty Candles" |
| 2019 | Less Than Zero                             | Julian         | Telefilme                 |
| 2020 | A New York Christmas Wedding               | Azrael Gabison | Telefilme                 |
| 2020 | Power Book II: Ghost                       | Chase          | 2 episódios               |
| 2024 | Monsters: The Lyle and Erik Menendez Story | Erik Menendez  | 9 episódios               |

### Vídeo musical
| Ano  | Canção          | Artista        | Papel  |
| ---- | --------------- | -------------- | ------ |
| 2010 | "Ordinary Girl" | Hannah Montana | Garoto |

## Prêmios e indicações
| Ano  | Associações               | Categoria                              | Nomeações                                  | Resultado |
| ---- | ------------------------- | -------------------------------------- | ------------------------------------------ | --------- |
| 2024 | GQ Men of the Year Awards | Ator Internacional do Ano              | Monsters: The Lyle and Erik Menendez Story | Venceu    |
| 2025 | Globo de Ouro             | Melhor Ator em Minissérie ou Telefilme | Monsters: The Lyle and Erik Menendez Story | Pendente  |